# 池州市城市公共交通有限公司
池州市城市公共交通有限公司，简称池州公交公司，为安徽省池州市的公交公司，成立于2019年2月1日，现隶属于池州市人民政府交通运输局。截至2023年9月，池州公交拥有57条公交线路，已经基本覆盖池州市全部区域，能够满足市民出行需求。

## 历史

### 早期公交事业
池州乃安徽省最晚开通城市公共交通的城市，直到1980年代初期，原貴池縣城（今池州市主城區）開始出現市內公共汽車。共有兩條綫路，即貴池縣汽車站—池州港的路綫，每20分鐘一班，運營時間為上午5時40分至下午6點00分；杜塢村—池州醫院的路綫，每60分鐘一班，運營時間不詳。上述公共汽車路綫隸屬於貴池縣汽車運輸客運公司客車隊，但不屬於城市公交系統。1988年9月，经中华人民共和国国务院批准，池州地区恢复建制，貴池撤縣設市，成為池州地區行政公署所在地。此時池州市區僅有一條3.5公里長的公交綫路（池州地區汽車站—池州港），共兩輛公交車（一說四輛）。這批客車隸屬於剛成立不久的池州地區汽車公司（一说隸屬於贵池市汽车运输公司，即今池州傑達贵池客運公司前身），型號為上海牌SK661P大通道客車，塗裝為藍緑色。1990年12月，市區依然僅有公交車5輛，遠少於周邊安慶、銅陵、黃山等市。
為改善城市交通條件，緩解居民通勤困難狀況，1990年貴池市人民政府開始謀劃城市交通事業。1991年6月，經市政府批准，貴池市公共交通公司成立，為國有企業，隸屬於市城鄉建設局。年底，該公司投入300萬元購買6輛北客BK670公交車，將地區汽車站—池州港的公共汽車路綫更名為貴池公交1路（汽車站—碼頭），沿長江路設立7個站點。1992年1月1日，正式開通運營，票价为人民币8分。1992年全年，该路线运行24万公里，客运量130万人次。
1992年之后，随着城市公共交通市场的放开，池州市区出现由社会青年经营的“面的”（即7座以下载客面包车）、“摩的”，同时随着出租车公司成立，出租车市场日趋正规化，公交车业务收到一定冲击。再加上公交车设备陈旧，公交公司收益不佳，故直到1999年国有企业改制之前，贵池公共交通公司总资产仅有337万元，包括2辆BK670型客車。
为改善城市交通情况，1999年9月8日，原池州地區貴池市建設委員會與合肥今世缘经济发展有限责任公司簽訂《貴池市公交經營權出讓協議》，決定除1路以外的所有公交綫路出讓給今世緣公司，出讓期限為18年。協議簽訂后，原貴池市公共交通交通公司收購與今世緣公司，今世緣遂在貴池設立貴池市公共交通有限公司，購置車輛，增加公交綫路。至2000年底，池州市區共擁有公交車56輛，城市交通情況極大改善。2000年12月，隨着池州撤地設市，贵池市改为池州市贵池区，貴池市公共交通有限公司更名為池州市貴池區公共交通有限公司，劃歸池州市建設委員會。
| 原貴池市公共交通有限公司綫路表（2000年12月） |            |          |                                                   |               |
| 編號                                         | 起點       | 終點     | 走向                                              | 開通時間      |
| 1                                            | 汽車站     | 碼頭     | 長江南路—長江中路—長江北路                        | 1992年1月1日  |
| 2                                            | 西門大橋   | 碼頭     | 翠微西路—翠微東路—東湖路—百牙路—長江北路          | 1999年9月18日 |
| 3                                            | 江口鄉政府 | 齊山     | 321省道—江口工業大道（今清風東路）—東湖路—318國道 | 1999年9月18日 |
| 5                                            | 池口       | 貴池中學 | 池口路—長江北路—長江中路—秋浦東路                 | 2000年9月1日  |
| 來源：贵池市志（1988—2000）                  |            |          |                                                   |               |

然而，合肥今世缘公司与池州市建委双方就新增公交车型号、站点设置、公交线路设置等问题发生多次纠纷，当地政府协调无果。且原贵池市建委以及後來的池州市建委始终未向合肥今世缘公司及贵池区公交公司颁发公交经营权证书，不具有贵池区城市公共客运交通经营权，故直到2004年初，池州市區依然只有一條公交綫路（碼頭—齊石公路路口）。2004年2月16日，池州市建设委员会下发池建2004〔18〕号文件，废除《貴池市公交經營權出讓協議》，原贵池市建设委员会的公交经营权由池州市建设委员会收回。

### 民营化经营
2004年4月，池州市建委通过招商引资，由浙江温岭籍商人孔云福为股东，与振皖出租车公司签订貴池公交公司资产整体收购协定书，重组成立池州市公共交通有限公司，此乃安徽全省第一家民营公交运输企业。7月14日，公司与市建委签订《池州市公交经营权特许经营协议书》，从事池州主城区城市公交经营，经营期限为25年。新成立的池州公交公司取消售票员，改用投币方式，并购置多辆安凯星凯龙、长江福莱西宝客车CFC6110GD型、少林客车，并淘汰原有的大通道客车。至2005年底，市区共有公交线路7条，共85辆公交车。此后，池州公交事业迅猛发展，不久就将活跃于城乡各地的非法“摩的”及三轮摩托车逐出市场，为池州市创建“中国优秀旅游城市”营造了良好交通环境。
2007年4月18日，池州公交公司首次启动非接触式IC卡项目。为完善城市交通设施，改善市区交通环境，2007年7月16日，当地政府颁布池政〔2007〕64号文件批准池州杰达客运集团于当年8月1日0时之前关闭属下池州汽车站和南门临时客运总站，合并成立池州汽车客运总站，迁往在建中的铜九铁路池州站西侧临时场地。7月29日，为方便市民前往新成立的池州汽车客运总站，池州公交公司开通15路（烈士陵园—汽车站）。
2008年3月1日，为创建“中国优秀旅游城市”和迎接铜九铁路池州站开通，池州公交公司开通18路（旅游码头—火车站）旅游专线。为方便池州学院和池州职业技术学院新校区师生及周边居民出行需求，9月，池州公交公司投资450万元，从江淮汽车购置15辆HK6910G型公交车，并于10月1日开通29路公交（旅游码头—火车站—池州学院新校区）。
2008年底，池州公交开始在6路、18路、29路三条主要线路上增加夜班班次。2009年4月8日，为解决贵池区九年一贯制滨湖实验学校师生出行需求，开通3路（三范—火车站）。2009年7月，池州公交公司整体收购池州傑達贵池客運公司。至年底，共拥有14条公交线路（包括杰达公司的K1线火车站—桐梓山），165台公交车，并首次采用GPS语音报站系统。市民乘坐公交出行比例由2006年的3%增長到2009年的30%。
| 原池州公交公司綫路表（2009年12月） |            |              |               |
| 編號                               | 起點       | 終點         | 開通時間      |
| 1                                  | 杏花村     | 白洋         | 2004年7月     |
| 2                                  | 市八中     | 市六中       | 2004年7月     |
| 3                                  | 三范       | 火车站       | 2009年4月8日  |
| 5                                  | 内河码头   | 千秋学校     | 2004年7月     |
| 6                                  | 507码头    | 西门十里     | 2004年7月     |
| 7                                  | 交警支队   | 职业技术学院 | 2008年        |
| 8                                  | 人民路     | 特教学校     | 2004年2月     |
| 9                                  | 人民路     | 江口         | 2004年7月     |
| 11                                 | 市一中     | 春江花园     | 2007年7月1日  |
| 12                                 | 平天湖广场 | 梅里工业园   | 2005年        |
| 15                                 | 火车站     | 烈士陵园     | 2007年7月29日 |
| 18                                 | 旅游码头   | 市一中       | 2008年3月1日  |
| K1线                               | 火车站     | 桐梓山       |               |
| 來源：池州市志                     |            |              |               |

2010年3月，池州公交集團成立，孔云福任董事长；2010年4月7日，市公交集團由池州市公用事业管理局划归池州市交通运输局管理。
2011年3月18日，为加强公交規範化管理，增強東部工業區、青陽縣和池州市區的聯繫，池州公交公司開通10路（紅光小區—迎賓大道）和“池州—青陽—九華山”快綫。2013年10月16日，開通池州开发区公交专线20路（三臺山公園—濱江大道）。12月26日，开通16路（池州4S店集聚区—三台山公园）。

### 破产重组
自2013年底开始，池州公交集团债务问题日趋严重，公司内部管理混乱、经营不善，2014年9月后已严重资不抵债，更加无法正常履行城市公共交通服务职责，乃至发生多次事故。
2014年底，公司资金链断裂，董事长孔云福及其妻女不堪重债离开集团。因池州公交集团在2013年6月至7月间从宇通集团采购客车拖欠大量车款，2015年9月19日凌晨1时，河南省郑州市高新区法院从池州公交集团开走33辆公交车，致使当日池州市民出行受到严重影响，市民對公交國有化的呼聲不斷加大。当日夜间，池州公交集团为市民出行不受影响，紧急从青阳县公交公司以及贵池城乡公交公司等其他单位调集了部分车辆投放到主要公交线路上。
2016年10月下旬，池州公交集团正式进入破产重组程序。11月26日，池州公交集团剩余资产移交与池州市交通运输局，从此至2019年2月初，池州市区公交系统处于由交通运输局下属的池州公交临时运营团队接管。
2016年11月底，池州公交临时运营团队新购置了100辆新能源客车以取代2005年至2014年购置的柴油客车。2018年，池州市为建设“安徽省优先发展公共交通示范城市”三年行动，进一步优化公交线路布局，新增夜5路、夜28路公交车，公交线路增加到18条。
2019年1月24日，池州公交临时运营团队在其微信公众平台发布消息称，为方便里山街道办事处县道齐石公路道沿途市民的出行，拟于2019年1月26日恢复已于2016年下半年停运的1路公交线路。

### 恢复国营
2019年2月1日，池州金九华公共交通有限公司正式挂牌成立，该公司由池州市政府国有资产监督管理委员会出资组建，隶属于市交通运输局。这标志着池州公交事业民营状态的彻底结束。此时，有大型公交车179辆，18条公交线路。同年3月1日，池州金九华公共交通有限公司开通国铁池州站到九华山机场的公交专线，即19路公交车，从此，池州公交系统首次实现铁路、公路客运与航空客运快速换乘。同年4月2日，池州金九华公共交通有限公司改为现名——池州市城市公共交通有限公司。9月1日，为方便市区居民前往市第三人民医院就医，开通21路公交车。
2020年7月1日，池州主城区20条公交线路開通支付宝刷码乘车功能，票價为普通票价的90%。2020年12月26日，因池州长江大桥开通一周年，池州历史上首个城际公交快7路开通运营。
2022年5月24日，池州市城市公交所属公交线路在安徽全省率先推行中英双语报站。2022年9月26日，将池州市城市公共交通有限公司与原池州杰达贵池公交公司、池州城际公交有限公司进行综合，成立新的池州市城市公共交通有限公司。
| 池州市区公交巴士概况（2000至2022年） |      |                  |
| 年份                                 | 数量 | 客运量（万人次） |
| 2000                                 | 56   | 80               |
| 2005                                 | 71   | 792              |
| 2007                                 | 136  | 1456             |
| 2008                                 | 151  | 1954             |
| 2009                                 | 207  | 2345             |
| 2010                                 | 159  | 2769             |
| 2015                                 | 335  | 2375             |
| 2020                                 | 212  | 1102             |
| 2021                                 | 221  | 1570             |
| 2022                                 | 396  | 1159             |
| 來源：池州统计年鉴                   |      |                  |

## 現狀
现池州公交公司拥有市区公交线路31条（含城际公交4条），营运车辆263台，线路总长度975.2公里；贵池区城乡公交线路26条，营运车辆118台；线路总长度1447公里。另外，自2023年5月26日起，池州公交公司開通市區網約巴士服務，运营区域范围東到罗城路、南抵翠微路、西至虎泉路、北至百牙路。在該範圍內的市民可以通過搜索微信“掌上公交”小程序下單，在区域内选择出發地与目的地进行下单呼叫。

### 公交綫路
下表中的公交线路来源于池州公交官网公交實時查詢系統。
| 池州公交公司现有市區线路 |                |                             | |                                                          |
| 编号                     | 起点           | 终点                        | 途径站点 | 运营时间                                                 |
| 1路                      | 金碧秋浦       | 白洋                        | 金碧秋浦→白洋：金碧秋浦—书香名邸—三台山公园—黄梅戏剧团—中国银行—秋浦花园—新华书店—新西街—同晖城市广场—台州大市场（南门）—南门转盘—南美花园—月亮湖小学—福达园—月亮湾·海棠湾—绿洲桂花城—万盛广场—市第十二中学—长江南路口—里山办事处—里山—黄埔中学—凌村—万罗山—戴村—巩村—新华—虞村—象山—韩庄—华岭—白洋 白洋→金碧秋浦： 白洋—华岭—韩庄—象山—虞村—新华—巩村—戴村—万罗山—钱村—凌村—黄埔中学—里山—里山办事处—高速路口—长江南路口—市第十二中学—万盛广场—绿洲桂花城—月亮湾·海棠湾—福达园—月亮湖小学—齐山湖—南美花园—南门转盘—台州大市场（南门）—同晖城市广场—新西街—秋浦花园—中国银行—黄梅戏剧团—三台山公园—书香名邸—金碧秋浦 | 07:00—17:20                                              |
| 2路                      | 迎宾花园       | 杏花村文化旅游区（北村口）  | 迎宾花园—高新区管委会—区供电公司—市第八中学—滨湖实验学校—顺利村—东外环路口—牧之路口（仅杏花村方向）—金光路口—金同路口（仅杏花村方向）—鎏金路口—铜冠路口—四季花城—市经开区—森桥印象（仅迎宾花园方向）—中石化池州分公司—华府骏苑—市委—胜利新村—百牙塔（仅迎宾花园方向）—百荷公园—池州联通—府儒学—秋浦花园—电信大楼—市第二人民医院—西门转盘—杏花村农贸市场—杏花村（百信医院）—市第六中学—杏花村文化旅游区北村口 | 06:30—17:45                                              |
| 3路                      | 滨江大道       | 火车站                      | 滨江大道—李家咀—龙腾大道口（仅火车站方向）—通港路口—九华山酒业—康庄路口—殷汇路口—区供电公司（仅火车站方向）—市第八中学—滨湖实验学校—区政府—政法新区—锦绣苑（北门）—凤栖路口—锦绣苑—董村—市武警支队（仅滨江大道方向）—市公安局—警察培训学校—驾考中心—池州学院（西大门）—市老年公寓—交通技术学校—白沙—九华山佛教文化城（仅火车站方向）—徽商大市场—火车站 | 06:40—17:45                                              |
| 夜5路                    | 迎宾花园       | 杏花村（百信医院）          | 迎宾花园—高新区管委会—区供电公司—市第八中学—滨湖实验学校—东外环路口—牧之路口（仅杏花村方向）—金光路口—金同路口（仅杏花村方向）—鎏金路口—铜冠路口—四季花城—市经开区—中石化池州分公司—新城明珠—河滨花园—市第十中学—百牙桥（仅杏花村方向）—池州市人民医院—商之都—君悦广场—中国银行—秋浦花园—新华书店（仅杏花村方向）—新西街—同晖城市广场（仅杏花村方向）—莱迪时尚广场—秀山门—九华医院—杏花村农贸市场—杏花村（百信医院） | 18:10—21:45                                              |
| 6路                      | 滨江公园       | 桂畈                        | 滨江公园—东湖北路口—和泰星城—胜利新村—百牙塔—汇景桥—兴济桥（仅滨江公园方向）—电大—市第十一中学—池州移动秋浦路营业厅—新华书店（仅桂畈方向）—新西街—同晖城市广场（仅桂畈方向）—莱迪时尚广场—秀山门—九华医院—杏花村农贸市场—杏花村（百信医院）—烈士陵园—苗圃（仅桂畈方向）—长岗（仅桂畈方向）—德明中学—杏花庄园（仅桂畈方向）—十里加油站—618库—小冲—皂冲—大冲—十里—前水冲—桂畈 | 06:23—17:45                                              |
| 7路                      | 书香名邸       | 迎宾花园                    | 书香名邸—昭明大道—百牙西路口（仅迎宾花园方向）—凯旋公馆—池州市就业大市场—市消防救援支队（仅书香名邸方向）—百荷北园—市政府宿舍—百荷公园—池州联通—翠柏农贸市场—市第十一中学—毓秀门—南门转盘—南美花园—齐山湖—齐山公园（仅书香名邸方向）—池州伊美—齐山新村—上海城—汽车客运总站（仅迎宾花园方向）—火车站—徽商大市场—九华山文化城（仅书香名邸方向）—白沙—交通技术学校—市老年公寓—池州学院（西大门）—驾考中心—警察培训学校—市公安局—市武警支队（仅迎宾花园方向）—董村—锦绣苑—天湖丽景湾—区政府—滨湖实验学校—市第八中学—区供电公司—梅林路口（仅书香名邸方向）—迎宾花园                                                       | 06:23—17:45                                              |
| 8路                      | 火车站         | 杏花村文化旅游区（东村口）  | 火车站—徽商大市场（仅火车站方向）—江南世家—齐山社区—莲花台—池州欢乐世界—平湖观邸—市中医院—南门转盘—毓秀门—电大—池阳路—池州联通—百荷公园—池州市人民医院—商之都—君悦玺园—凤凰城—昭明大道—书香名邸—花鸟市场—三台茗苑—西门转盘—杏花村农贸市场—杏花村（百信医院）—市第六中学—特教学校—长岗—长岗居委会—杏花村文化旅游区东村口 | 06:23—17:45                                              |
| 9路                      | 氣象局         | 江口（永興村）              | 气象局—城防处—秀山南路—华邦阳光城—南苑小区—秀山美地—莱迪时尚广场—同晖城市广场—台州大市场（南）—毓秀门—电大—兴济桥（僅江口方向）—汇景桥—百牙塔（上行单边）—百牙桥（僅氣象局方向）—市第十中学—河滨花园—新城明珠—中石化池州分公司—森桥印象（僅江口方向）—市经开区—四季花城—铜冠路口—恒和精密机械—均益金属—盛大汽车（僅氣象局方向）—电子信息产业园—凯盛科技—华宇科技—安芯电子—前城御澜湾—绿地城—龙腾大道口—李家咀—滨江大道—永兴村村委会—江口（永兴村） | 06:23—17:45                                              |
| 10路                     | 氣象局         | 迎賓大道                    | 气象局—城防处—红光小区—红光新村—市老年大学—市第二中学—烟柳园—新西街—新华书店（僅氣象局方向）—秋浦花园—中国银行—君悦广场—商之都—池州市人民医院—百牙桥（僅氣象局方向）—市第十中学—河滨花园—新城明珠—中石化池州分公司—森桥印象（僅迎賓大道方向）—市经开区—四季花城—铜冠路口—鎏金路口—金同路口（僅氣象局方向）—金光路口—牧之路口—三合路口（僅迎賓大道方向）—区卫生服务区—毓秀苑—江口办事处—滨湖实验学校—区政府—天湖丽景湾—锦绣苑（北门）—宇业·天逸华府—梅林路口—迎宾大道 | 06:30—17:45                                              |
| 11路                     | 池州市儿童医院 | 旅遊碼頭                    | 池州市儿童医院—祥云路小学—弘业上林苑—铜冠映湖园—明发·桃源名著—市第一中学—南湖新村—红森大厦—市人力资源市场—市第二中学—烟柳园—新西街—新华书店（僅兒童醫院方向）—池州移动秋浦路营业厅—市第十一中学—翠微苑—兴济桥—汇景中门（僅兒童醫院方向）—百牙桥（僅碼頭方向）—池州市人民医院—健康小区—青阳路农贸市场（僅碼頭方向）—恒泰都市华庭—凯旋公馆—池口小学（僅兒童醫院方向）—春江花园—旅游码头 | 06:20—18:10                                              |
| 15路                     | 永明社區       | 杏花村文化旅遊區 （北村口） | 永明社区—九华山文化城（僅杏花村方向）—徽商大市场—火车站—汽车客运总站—豪丰国际家具城—长江南路口—市第十二中学—万盛广场—齐山公园—齐山湖—南美花园—南门转盘—台州大市场—同晖城市广场—莱迪时尚广场—秀山门—九华医院—杏花村农贸市场—香格里拉—昭明学苑—杏汇华庭-杏花村文化旅游区（北村口） | 06:20—18:10                                              |
| 16路                     | 永明社區       | 三臺山公園                  | 永明社区—大众现代4S店—福特汽车4S店—中州大市场—高速路口（僅三臺山方向）—长江南路口—市第十二中学—万盛广场—绿洲桂花城—月亮湾·海棠湾—顺达·玫瑰园—璞玉天城（僅三臺山方向）—体育馆（僅永明方向）—天堂湖公园—市第一中学—南湖新村—红森大厦—市人力资源市场—市老年大学—华邦阳光城—南苑小区—秀山美地—市第二人民医院（西门）—三台山公园 | 06:15—17:45                                              |
| 17路                     | 志城·江山郡    | 梅里                        | 志城·江山郡—清溪塔—市排水公司—市投控集团 清溪半岛—新城明珠—河滨花园—汇景花园—市地税局—市房管处—翠微苑—市第十一中学—池州移动秋浦路营业厅—电信大楼—市第二人民医院—西门转盘—白洋名筑—浦西新城—铜冠三江明珠—杜坞路口—杏花村农产品批发大市场—秋浦河大桥—拦河坝—梅里十八组—五里埂—梅里工业园—梅里安置点—梅里 | 06:15—17:45                                              |
| 18路                     | 濱江公園       | 火车站                      | 滨江公园—百合蓝鸟苑—和泰星城—市消防救援支队（僅火車站方向）—池州市就业大市场（僅江邊方向）—青阳路农贸市场—健康小区—池州市人民医院—百牙桥—汇景中门（僅火車站方向）—兴济桥—翠微苑—毓秀门—南门转盘—太阳新城—南湖小学—市人力资源市场—红森大厦—南湖新村—市第一中学—天堂湖公园—月亮湖中学—福达园—月亮湾·海棠湾—绿洲桂花城—翠屏苑—长江南路口—豪丰国际家具城—汽车客运总站—火车站 | 06:20—17:45                                              |
| 19路机场快速             | 火车站         | 九华山机场                  | 火车站→机场：火车站—市第十二中学—齐山湖—南门转盘—百牙塔—市委—市经开区—领先科技—电子信息产业园—前城御澜湾—龙腾大道口—同义村—秦岭路口—兴锋产业园—新材料产业园—致远产业园—浩源铝业—九池智能锁—古纤道—黄山北路口—九华山机场 机场→火车站：九华山机场—黄山北路口—古纤道—九池智能锁—浩源铝业—致远产业园—新材料产业园—兴锋产业园—仙寓山路口—秦岭路口—同义村—龙腾大道口—前城御澜湾—电子信息产业园—领先科技—市经开区—市委—百牙塔—南门转盘—齐山湖—市第十二中学—火车站 | 06:30—17:30                                              |
| 20路                     | 三臺山公園     | 濱江大道                    | 三台山公园—黄梅戏剧团—百荷小学—健康小区—青阳路农贸市场—池州市就业大市场（僅濱江大道方向）—市消防救援支队—市委—华府骏苑—中石化池州分公司—森桥印象（僅濱江大道方向）—市经开区—四季花城—领先科技—凤凰大道口—锦绣路口—电子信息产业园—双龙路口—双平路口—双平路—富安产业园—南宜产业园—金光路口—牧之路口—前城御澜湾—江口水厂—福泰动力—金美亚管桩—科居新材料—滨江大道 | 07:00—17:45                                              |
| 21路                     | 濱江公園       | 市第三人民醫院              | 滨江公园—沿江路小学—金桥投资集团—城北小区—春江东苑—九华农商行—青阳路农贸市场—健康小区—商之都—君悦玺园—学府雅筑—池州职业技术学院—市第二人民医院（西门）—市第二人民医院—电信大楼—新华书店（僅三院方向）—新西街—烟柳园—市第二中学—市人力资源市场—生态湿地公园—会展中心（僅三院方向）—体育馆—璞玉天城—海棠湾—百汇广场—长江南路口—高速路口（僅江邊方向）—里山办事处—里山—黄埔中学—清溪社区—凤凰岭小区—市第三人民医院 | 06:20—17:45                                              |
| 夜22路                   | 新能源產業園   | 毓秀門院                    | 新能源产业园—量子金舟—文香电子—九池智能锁—浩源铝业—致远产业园—新材料产业园—兴锋产业园—龙腾工业园—同聚祥工业园—江南集中区管委会—梅龙菜市场—梅龙中学—江南公寓—观港花园—大兴村—永兴村—滨江大道—龙腾大道口—绿地城—安芯电子—华宇科技—电子信息产业园—均益金属—四季花城—市经开区—华府骏苑—市委—胜利新村—百牙塔—汇景桥—兴济桥（僅毓秀門方向）—电大—毓秀门 | 18:00—21:30                                              |
| 夜25路                   | 火车站         | 九华医院                    | 火车站—汽车客运总站—豪丰国际家具城—长江南路口—市第十二中学—万盛广场—齐山公园—齐山湖—南美花园—南门转盘—台州大市场—同晖城市广场—莱迪时尚广场—秀山门—九华医院 | 18:30—22:00                                              |
| 夜28路                   | 春江花園       | 教育園區                    | 春江花园—池口小学（僅教育園區方向）—凯旋公馆—市第三中学—君悦广场—中国银行—秋浦花园—新华书店（僅教育園區方向）—新西街—烟柳园—市第二中学—市人力资源市场—红森大厦—南湖新村—市第一中学—天堂湖公园—月亮湖中学—福达园—月亮湾·海棠湾—绿洲桂花城—万盛广场—市第十二中学—长江南路口（僅教育園區方向）—豪丰国际家具城—汽车客运总站—火车站—徽商大市场—九华山文化城（僅市區方向）—白沙—交通技术学校—市老年公寓—池州学院（南大门）—教育园区 | 18:15—22:00                                              |
| 29路                     | 旅遊碼頭       | 教育園區                    | 旅游码头—春江花园—池口小学（僅教育園區方向）—凯旋公馆—市第三中学—君悦广场—中国银行—秋浦花园—新华书店（僅教育園區方向）—新西街—烟柳园—市第二中学—市人力资源市场—生态湿地公园—会展中心（僅教育園區方向）—体育馆—璞玉天城—海棠湾—百汇广场—长江南路口—豪丰国际家具城—汽车客运总站—火车站—徽商大市场—九华山文化城（僅市區方向）—白沙—交通技术学校—市老年公寓—池州学院（南大门）—教育园区 | 06:18—17:45                                              |
| 33路政务快线             | 春江花园       | 区政务服务中心              | 春江花园—君悦广场—池州移动秋浦路营业厅—翠微苑—市地税局—河滨花园—中石化池州分公司—市经开区—政法新区—区政府东门—区政务服务中心 | 春江花園：08:00—14:30 政務中心：09:15—17:20              |
| 35路                     | 火车站         | 牯牛降                      | 火车站—汽车客运总站—南门转盘—秀山门—杏花村农贸市场—市第六中学—德上高速路口—石台客运站站前广场—牯牛降 | 火车站：首班7:30，末班10:30 牯牛降：首班14:00，末班16:00 |
| 36路贵池旅游环线         | 火车站         | 火车站                      | 西环线：火车站—天堂湖公园（体育馆）—杏花村文化旅游区（东村口）—凯旋公馆（贵池老茶厂）—滨江公园—百牙塔—平天湖莲花台—池州欢乐世界游乐场—齐山公园—火车站 东环线：火车站—齐山公园—池州欢乐世界游乐场—平天湖莲花台—百牙塔—滨江公园—凯旋公馆（贵池老茶厂）—杏花村文化旅游区东村口—天堂湖公园（体育馆）—火车站 | 08:00—20:00                                              |
| 38路池青快线             | 池州客运总站   | 青阳客运站                  | 池州汽车客运总站—火车站—徽商大市场—九华山文化城（仅池州方向）—白沙—碎岭—大路—云龙山公墓—童义—童铺—马衙敬老院—马衙中学—九华天池—垅上—大桥潘—金山—柿树铺—灵芝安置点—灵芝—吴圩—长冲—中铺—黄屯桥—墩上派出所—墩上办事处—墩上中学—小塝—石铺—栗树—九子山公学—五溪加油站—五溪—老埠—黄村—云山—青泉岭—青泉村—石板桥—分姚—城北—建兴—青阳客运站 | 06:40—18:00                                              |
| 40路池九直通車           | 池州客运总站   | 柯村换乘中心                | 池州汽车客运总站—火车站—徽商大市场—九华山文化城（仅池州方向）—白沙—碎岭—大路—云龙山公墓—童义—童铺—马衙敬老院—马衙中学—九华天池—垅上—大桥潘—金山—柿树铺—灵芝安置点—灵芝—吴圩—长冲—中铺—黄屯桥—墩上派出所—墩上办事处—墩上中学—小塝—石铺—栗树—九子山公学—五溪加油站—五溪—五溪山色—六泉口—茶溪小镇—高源—十字路—老街路口—九华乡政府—柯村换乘中心 | 06:40—18:00                                              |
| K1路                     | 池州客运总站   | 桐梓山加油站                | 路线不定 | 06:10—17:00                                              |
| K7路池枞快线             | 池州客运总站   | 枞阳县公交枢纽站            | 池州客运总站—红森大厦（广电中心）—杏花村文化旅游区—桥港工业园—铜陵财经皖枞学校—枞阳县公交枢纽站 | 06:00—16:00                                              |